# Sierra de Telsen
Sierra de Telsen är kullar i Argentina.   De ligger i provinsen Chubut, i den södra delen av landet, 1 100 km sydväst om huvudstaden Buenos Aires.
Omgivningarna runt Sierra de Telsen är i huvudsak ett öppet busklandskap. Trakten runt Sierra de Telsen är nära nog obefolkad, med mindre än två invånare per kvadratkilometer.